# Brotherhood (Fernsehserie)
Brotherhood ist eine US-amerikanische Fernsehserie, die am 26. Juli 2006 ihre Premiere beim Sender Showtime feierte. Die Serie, die auf das Leben zweier irischstämmiger Brüder – der eine ein aufstrebender Politiker, der andere ein skrupelloser Krimineller – in Providence, Rhode Island zentriert, war zehn Jahre nach Erstausstrahlung, ab 5. Juli 2016 erstmals im deutschsprachigen Raum bei Sky Atlantic zu sehen.